# کیت سیگل
کیت سیگل (انگلیسی: Kate Siegel؛ زادهٔ ۹ اوت ۱۹۸۲) یک هنرپیشه و فیلم‌نامه‌نویس اهل ایالات متحده آمریکا است. وی از سال ۲۰۰۶ میلادی تاکنون مشغول فعالیت بوده‌است.
از فیلم‌ها یا مجموعه‌های تلویزیونی که وی در آن‌ها نقش داشته است می‌توان به سکوت ، تسخیرشدگی بلی منور و سریال فرار از خانه هیل اشاره نمود.